# Protoneura macintyrei
Protoneura macintyrei là loài chuồn chuồn trong họ Protoneuridae. Loài này được Kennedy mô tả khoa học đầu tiên năm 1939.